# Jacques Dupin
Jacques Dupin (* 4. März 1927 in Privas; † 27. Oktober 2012 in Paris) war ein französischer Dichter, Schriftsteller und Kunstkritiker.

## Leben und Werk
Jacques Dupin war der Sohn von Pierre Dupin, dem medizinischen Leiter einer psychiatrischen Klinik, und Léonie Dupin, geborene Descamps. Seine Kindheit verbrachte er im Département Ardèche. Nach dem Baccalauréat im Jahr 1944 ging er nach Paris, wo er Recht, Kunstgeschichte und politische Wissenschaften studierte. Kontakt zu Kunst bekam er durch Besuche von Museen, so besuchte er den Louvre, das Musée National d’Art Moderne sowie Kunstgalerien. Er beschäftigte sich mit zeitgenössischer Dichtung und dem Surrealismus, las Franz Kafka, Maurice Blanchot und William Faulkner. Er traf René Char, der ein Vorwort für Dupins erste Veröffentlichung im Jahr 1950, Cendrier du voyage, schrieb. Obgleich er als dessen Nachfolger angesehen wurde, entwickelte er sich von Werk zu Werk in eine gegensätzliche Richtung. Seine Texte erweckten die Bewunderung von Autoren und Künstlern wie Antoni Tàpies; Paul Auster übersetzte seine Gedichte ins Englische.
Dupin hat für viele Galerien gearbeitet, hauptsächlich für die Fondation Maeght und die Galerie Lelong. Die Arbeit brachte es mit sich, dass er viele Künstler der modernen Kunst kennenlernte, beispielsweise Alberto Giacometti und Joan Miró, deren Biografien er schrieb.
Dupin erhielt im Jahr 1988 den Nationalpreis für Poesie. Im Jahr 2009 widmete die Fundació Joan Miró in Barcelona Dupin eine Ausstellung mit dem Titel Miro – Dupin. Art i poesia.

## Werke
Poesie
- Cendrier du voyage, Guy Lévis Mano (GLM), Paris, 1950; Neuausgabe bei Fissile éditions, Les Cabannes, 2006
- Art poétique, PAB, Alès 1956
- Les Brisants, GLM, Paris 1958
- L'Épervier, GLM, Paris 1960
- Gravir, Gallimard, Paris 1963
- L'embrasure, Gallimard, Paris 1969
- Dehors, Gallimard, Paris 1975
- Ballast, Le Collet de Buffle, Paris 1976
- Histoire de la lumière, L'Ire des Vents, Paris 1978
- De nul lieu et du Japon, Éditions Fata Morgana, Montpellier, 1981; Neuausgabe bei Farrago, Tours 2001
- Le Désœuvrement, Orange Export Ltd, Malakoff 1982
- Une Apparence de soupirail, Gallimard, Paris 1982
- De singes et de mouches, Éditions Fata Morgana, Montpellier 1983
- Les Mères, Fata Morgana, Montpellier, 1986
- Contumace, POL, Paris 1986
- Chansons troglodytes, Éditions Fata Morgana, Montpellier 1989
- Rien encore, tout déjà, Éditions Fata Morgana, Montpellier 1991
- Echancré, POL, Paris 1991
- Eclisse, Spectres familiers, Marseille 1992
- Le grésil, POL, Paris 1996
- Ecart, POL, Paris 2000
- De singes et de mouches gefolgt von Les mères (Neuausgabe), POL, Paris 2001
- Coudrier, POL, Paris 2006

Essays zur zeitgenössischen Kunst
- Joan Miró, Flammarion, Paris 1961 (Neue kommentierte Ausgabe 1993)
- Miro sculpteur, Poligrafa, collection Fotoscop, 1972
- Textes pour une approche sur Alberto Giacometti, Maeght éditeur, Paris 1962
- L'espace autrement dit, Editions Galilée, Paris 1982
- Matière du souffle (sur Antoni Tàpies), Fourbis, Paris 1994
- Chillida, terres et gravitations, Galerie Lelong, Cahiers d'art contemporain, Paris 1995
- Alberto Giacometti, Farrago, Tours, 1999
- Demande d'emploi, Marcel Duchamp, Joan Miro, L'Echoppe, Paris 2002
- Matière d'infini (Antoni Tàpies), Farrago, Tours 2005
- Par quelque biais vers quelque bord, POL., Paris 2009

Essais sur la poésie
- M'introduire dans ton histoire, POL, Paris, 2007

Théâtre
- L'Éboulement, Éditions Galilée, coll. Théâtre/rupture, Paris 1977

## Sekundärliteratur
- Jean-Pierre Richard, Jacques Dupin in Onze études sur la poésie moderne, Seuil 1964, S. 340–363
- Georges Raillard, Jacques Dupin, Seghers, in Poètes d'aujourd'hui, 1974
- Dominique Viart, L'Ecriture seconde. La pratique poétique de Jacques Dupin, Galilée 1982
- L'injonction silencieuse. Cahier Jacques Dupin, dir. Dominique Viart, La Table Ronde, 1995 (Texte von Michael Bishop, Yves Bonnefoy, Pierre Vilar, André du Bouchet, Valéry Hugotte, John E. Jackson, Claude Esteban, Jean-Claude Mathieu, José Miguel Ullan, Paul Auster etc.)
- Cahiers de la Bibliothèque littéraire Jacques Doucet, Nr. 2 (1998), Texte von Claude Esteban und Francis Cohen
- Strates. Cahier Jacques Dupin, dir. Emmanuel Laugier, Farrago, 2000 (Texte von Jean-Christophe Bailly, Bernard Noël, Cédric Demangeot, Claude Esteban, Jean-Luc Sarré, Dominique Viart, Mathieu Bénézet, Jean-Louis Giovanonni, Alain Freixe, Dominique Fourcade, Pierre Vilar, Jean-Patrice Courtois etc.)
- 04.03. Mélanges pour Jacques Dupin, POL 2007
- Francis Cohen, Singeries pour Jacques Dupin, l'Attente, 2010